# United States Strategic Command
Das United States Strategic Command (USSTRATCOM, deutsch Strategisches Kommando der Vereinigten Staaten) ist eins der elf Unified Combatant Commands des US-amerikanischen Verteidigungsministeriums und ist verantwortlich für die Führung, Ausbildung, Ausrüstung, Verwaltung und Planung sämtlicher Atomstreitkräfte aller Teilstreitkräfte der Vereinigten Staaten.

## Geschichte
Das USSTRATCOM wurde 1992 gegründet und ersetzte das Strategic Air Command. Damit waren Oberbefehl, Planung und Zielfestlegung für strategische Waffensysteme erstmals in der Hand eines einzelnen Kommandeurs. Die Hauptaufgabe lag auch weiterhin in der nuklearen Abschreckung.
Mit Wirkung zum 1. Oktober 2002 wurde das USSTRATCOM mit dem United States Space Command (USSPACECOM) zusammengelegt. Vorher standen sämtliche Weltraumaktivitäten der US-Streitkräfte gesondert unter dem Oberbefehl des USSPACECOM.
Am 10. Januar 2003 wurde der Auftrag um Global Strike, Raketenabwehr und C4ISR (Command and control, communications, computers, intelligence, surveillance, and reconnaissance; Kommando und Kontrolle, Kommunikation, Computer, Nachrichtendienst, Überwachung und Aufklärung) erweitert, die vorher nicht im Verantwortungsbereich eines Unified Combatant Command lagen.

## Auftrag und Zuständigkeit
Das US Strategic Command ist für die Kontrolle der Nuklearwaffen der US-Streitkräfte sowie für Weltraumaktivitäten (z. B. auch Weltraumwaffen) und die National Missile Defense zuständig. Die Konzeption und Ausarbeitung der Global-Strike-Strategie gilt seit Inkrafttreten des CONPLAN 8022 im Herbst 2004 als wichtigste Aufgabe. Zudem gehört Nachrichtendienst, Überwachung und Aufklärung (intelligence, surveillance and reconnaissance, ISR) zu den Aufgaben des USSTRATCOM (siehe: C4ISR). Weitere Aufgaben umfassen die integrierte Raketenabwehr und robuste Kommandostruktur und militärische Führungssysteme.
Damit stellt es die stetige nukleare Abschreckung sicher und bündelt die Raketenabwehr.

## Organisation
Das USSTRATCOM ist auf der Offutt Air Force Base in Nebraska beheimatet. Dort arbeiten knapp 3.000 Soldaten der vier Teilstreitkräfte zusammen, außerdem sind rund 800 Zivilisten angestellt; alle zivilen und militärischen Mitarbeiter unterstehen dem jeweils amtierenden Oberbefehlshaber. Das Budget lag im Haushaltsjahr 2006 bei 494,6 Mio. US-Dollar.

## Unterstellte Kommandos und Einheiten

### Service Component Commands
Air Force Space Command (AFSPC)Das AFSPC mit Hauptquartier auf der Vandenberg Air Force Base im US-Bundesstaat Kalifornien stellt die Weltraumkampf- und Überwachungskomponente und die atomaren landgestützten Raketenstreitkräfte (20th Air Force) des USSTRATCOM und ist Betreiber des Air Force Satellite Control Network, einem globalen Netzwerk zur Steuerung von Satelliten und weltraumgestützter Kommunikation.
US Army Space and Missile Defense Command/Army Forces Strategic Command (SMDC/ASTRAT)Das SMDC/ASTRAT mit Hauptquartier in Arlington, Virginia, ist das Army Service Component Command des STRATCOM und gleichzeitig ein Army-Hauptkommando. Es führt militärische Weltraumaktivitäten und ist verantwortlich für die Planung, Koordinierung und Kontrolle entsprechender Army-Einheiten und deren Integration in die Einsatzplanung des STRATCOM. Es steuert dabei die Kapazitäten der boden- und weltraumgestützten Elemente der Army innerhalb der Raketenabwehr.
US Marine Corps Forces Strategic Command (MARFORSTRAT)Das MARFORSTRAT dient dem Kommandeur des STRATCOM als Marine-Corps-Komponente und bildet einen kleinen Verbindungsstab innerhalb des STRATCOM, mit nur zehn Soldaten und drei Zivilangestellten.
US Fleet Forces CommandDas Fleet Forces Command, mit Hauptquartier in Norfolk (Virginia), stellt die Navy-Komponente der amerikanischen Nuklearstreitkräfte. Es ist verantwortlich für die Ausbildung, Bereitstellung und Einsatzbereitschaft der seegestützten Kernwaffen der USA.

### Funktionale Komponenten
- JFCC-Global Strike and Integration (GSI)
- JFCC-Integrated Missile Defense (JFCC-IMD)
- JFCC-Intelligence, Surveillance and Reconnaissance (JFCC-ISR)
- JFCC-Space (JFCC-SPACE):

Der Kommandeur der 14th Air Force (14. Luftflotte) dient gleichzeitig als Befehlshaber der JFCC-SPACE. Diese Kommando ist verantwortlich für die Optimierung, Umsetzung, und Streitkräfteverwaltung des STRATCOM. Darüber hinaus unterstützt es den Kommandeur des STRATCOM bei der Koordination, Planung und Ausführung von Weltraumeinsätzen.
- JFCC-Network Warfare (JFCC-NW)
- Joint Information Operations Warfare Command (JIOWC)
- USSTRATCOM Center for Combating Weapons of Mass Destruction (SCC-WMD)
- United States Cyber Command (USCYBERCOM)

### Task Forces

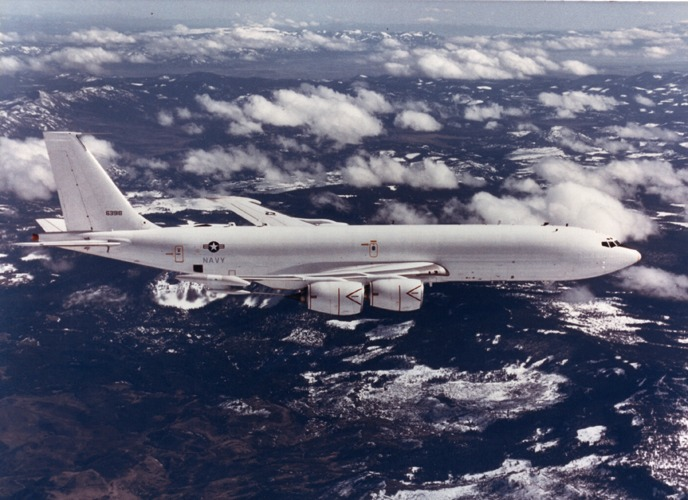
E-6B Mercury „TACAMO“

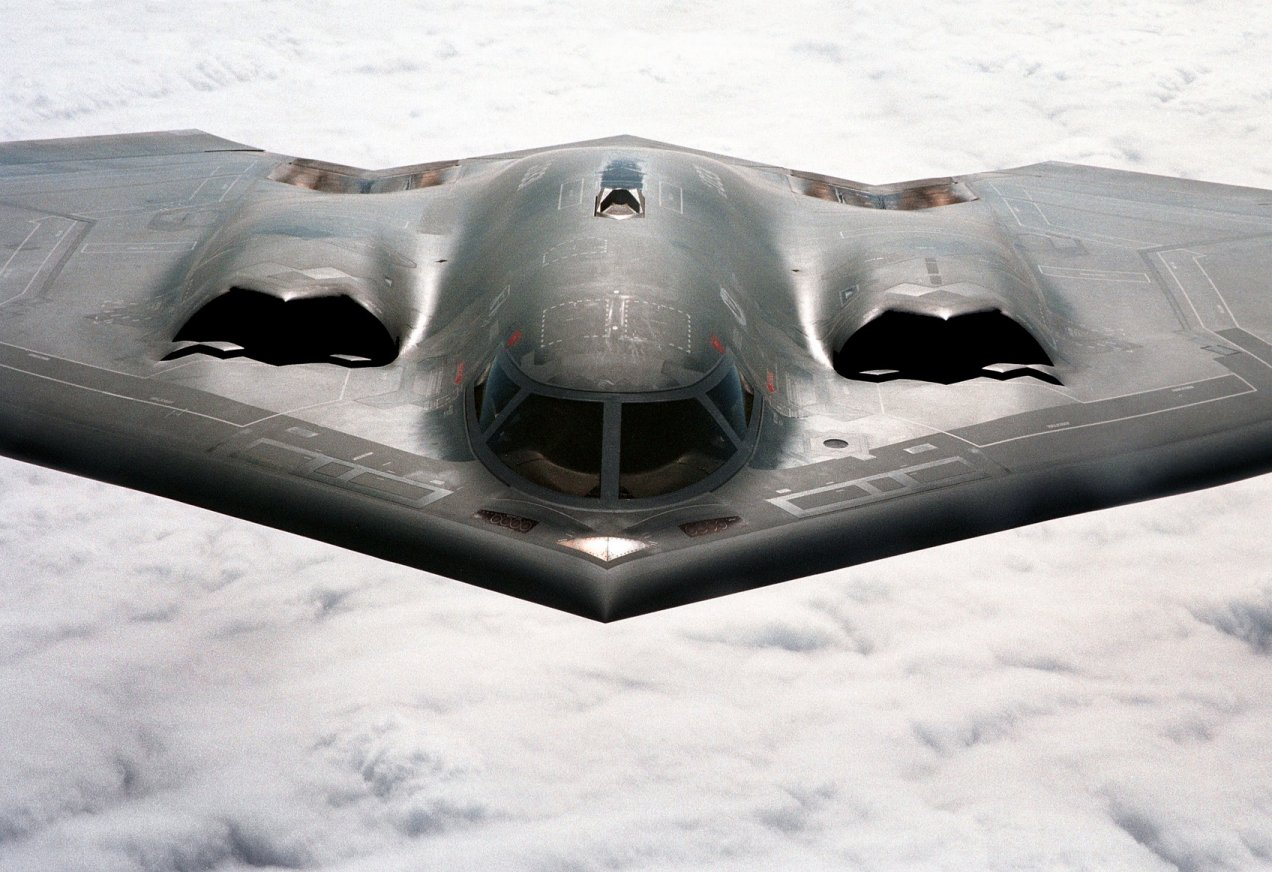
B-2 Spirit

Das STRATCOM unterhält diverse Einsatzgruppen, um seinen globalen Auftrag erfüllen zu können, diese sind:
Aerial Refueling/Tankers (Tankflugzeuge)Dieser aus Tankflugzeugen bestehende Verband mit Hauptquartier auf der Scott Air Force Base im US-Bundesstaat Illinois gehört administrativ und technisch zur 18th Air Force (18. Luftflotte), operativ aber zum STRATCOM und stellt die weltweite Einsatzbereitschaft der Einsatz- und Aufklärungskräfte dieses Funktionalkommandos sicher.
Airborne Communications (Luftgestützte Kommunikation)Die Airborne-Communications-Einheit stellt die luftgestützte Kommunikationsbasis für die direkte Befehlsübermittlung der National Command Authority zu den Kernwaffenträgern sicher. Sie operiert dabei mit E-6B Mercury der Navy. Die Flugzeuge gehören zum Strategic Communications Wing One, welches auf der Tinker Air Force Base im US-Bundesstaat Oklahoma stationiert ist. Es sind auch fliegende Kommandozentren im Einsatz, wie das Looking Glass (Luftgestütztes Kommandozentrum) und das National Airborne Operations Center.
Ballistic Missile Submarines (Strategische U-Boote)Die SSBNs sind das zentrale Element der Zweitschlagsfähigkeit der Vereinigten Staaten, da sie durch ihr weltweites Einsatzgebiet nur schwer zu lokalisieren sind. Das STRATCOM kontrolliert zwei Geschwader: Die CTF-134 -Einsatzgruppe der strategischen U-Boote des Commander Submarine Force, U.S. Pacific Fleet, dem sie nur administrativ und technisch unterstehen und die CTF-144 -Einsatzgruppe der strategischen U-Boote des Commander, Submarine Force, US Atlantic Fleet, dem sie nur administrativ und technisch unterstehen.
Strategic Bomber and Reconnaissance Aircraft (strategische Bomber und Aufklärungsflugzeuge)Die 8th Air Force (8. Luftflotte) mit Hauptquartier auf der Barksdale Air Force Base, Louisiana unterhält die strategische Bomberflotte der Vereinigten Staaten mit B-52 Stratofortress in Barksdale und B-2 Spirit, die auf der Whiteman Air Force Base in Missouri stationiert sind. Für die globale strategische Aufklärung sind Flugzeuge des Typs U-2S Dragon Lady auf der Beale Air Force Base in Kalifornien und des Typs Boeing RC-135 Rivet Joint auf der Offutt Air Force Base in Nebraska stationiert.
Land-based Intercontinental Ballistic Missiles (landgestützte Interkontinentalraketen)Die landgestützten Interkontinentalraketen vom Typ Minuteman III, sind ein Eckpfeiler der nuklearen Abschreckung der Vereinigten Staaten. Sie sind allesamt in der Mitte von CONUS in extrem stark verbunkerten Silos stationiert, schnell aktivierbar und nur schwer mit einem Erstschlag auszuschalten. Die Kontrollzentren, die sämtlich dem STRATCOM unterstehen, befinden sich auf der Francis E. Warren Air Force Base in Wyoming, auf der Malmstrom Air Force Base im US-Bundesstaat Montana und auf der Minot Air Force Base in North Dakota an der Grenze zu Kanada.

### Andere Kommandos, Einheiten und Einrichtungen
- Office of the Commander (Büro des Kommandeurs)
- Command Center Global Operations and Logistics (Kommandozentrum für globalen Einsatz und Logistik)
- Strategic Global Strike Plans and Policy (Weltweite strategische Angriffs- planung und -politik)
- Space Operations Plans and Policy
- Joint Information Operations Center (JIOC) (Vereinigtes Informations- und Einsatzzentrum)
- DoD Manned Space Flight Support Office (Unterstützungsbüro für den bemannten Raumflug des Verteidigungsministeriums)

## Kommandeure
| Nr.     | Name                       | Bild | Beginn der Berufung | Ende der Berufung |
| ------- | -------------------------- | ---- | ------------------- | ----------------- |
| 1       | George Lee Butler (USAF)   |      | 1. Juni 1992        | 13. Februar 1994  |
| 2       | Henry G. Chiles Jr. (USN)  |      | 14. Februar 1994    | 21. Februar 1996  |
| 3       | Eugene E. Habiger (USAF)   |      | 22. Februar 1996    | 25. Juni 1998     |
| 4       | Richard W. Mies (USN)      |      | 26. Juni 1998       | 30. November 2001 |
| 5       | James O. Ellis Jr. (USN)   |      | 30. November 2001   | 9. Juli 2004      |
| 6       | James E. Cartwright (USMC) |      | 9. Juli 2004        | 10. August 2007   |
| Interim | C. Robert Kehler (USAF)    |      | 10. August 2007     | 3. Oktober 2007   |
| 7       | Kevin P. Chilton (USAF)    |      | 3. Oktober 2007     | 28. Januar 2011   |
| 8       | C. Robert Kehler (USAF)    |      | 28. Januar 2011     | 15. November 2013 |
| 9       | Cecil D. Haney (USN)       |      | 15. November 2013   | 3. November 2016  |
| 10      | John E. Hyten (USAF)       |      | 3. November 2016    | 18. November 2019 |
| 11      | Charles A. Richard (USN)   |      | 18. November 2019   | 9. Dezember 2022  |
| 12      | Anthony J. Cotton (USAF)   |      | 9. Dezember 2022    | ---               |